# 何萬森
何萬森（英語：Ho Man Sum，1935年—），資深教育家、創業家。

## 背景
何萬森在1953年畢業於嶺英中學中六年級，後轉往華僑書院，最終在1957年畢業於香港中文大學聯合書院經濟系。同期在葛量洪教育學院（今香港教育大學，教育學院前身，1956年入學）完成師資訓練，及後從1958年起於東院道官立小學任教全科。他在19歲時與朋友於堅尼地城經營士多，當教師時經營夜校及私立中文中學。1966年看準小六升中試的機會，跟同學及資深書商出版《智慧數學》，為小六學生提供小一至小六的升中試考題。該書籍曾成為全港小學熱賣的練習書。後來他於1964年在香江書院修畢文史學系學位。現為明德文化事業有限公司、成功出版社、智慧出版社有限公司執行董事，及香港中文大學校友會聯會教育基金會、明我教育機構（非牟利組織）董事。他亦於2003年獲香港中文大學頒授榮譽院士。